# Brilliance BC3
Der Brilliance BC3 ist ein Coupé der chinesischen Automarke Brilliance. Es wurde zunächst auf der Auto China 2006 unter dem Namen Brilliance Zhonghua M3 vorgestellt, bevor es auf dem Genfer Auto-Salon 2007 unter dem Namen BC3 gezeigt wurde. Das Fahrzeug kam am 26. September 2007 auf den Markt, wegen geringer Verkaufszahlen wurde die Produktion jedoch schon zwei Jahre später eingestellt.

## Der BC3 in Europa

### Details
Die Karosserie des etwa 4,50 m langen Coupés wurde von dem italienischen Designer Pininfarina gestaltet. 
Als einzige Motorisierung wird ein von Brilliance entwickelter 1,8-l-Vierzylindermotor mit Turbolader zum Einsatz kommen, der 125 kW (170 PS) und 235 Nm Drehmoment leisten soll und den knapp 1,5 Tonnen schweren Wagen in 9,7 Sekunden von 0 auf 100 km/h beschleunigt. Die Höchstgeschwindigkeit gibt der Hersteller mit 210 km/h an.
Verbrauchswerte und CO2-Ausstoß sind bisher nicht bekannt. Der Motor soll allerdings die Euro-4-Norm erfüllen. 
Es kann entweder über ein manuelles Getriebe oder ein wahlweise lieferbares Automatikgetriebe geschaltet werden.

### Ausstattung
Der Wagen wurde relativ komplett ausgestattet angeboten und hat serienmäßig unter anderem über ABS, Klimaautomatik, Ledersitze und -Lenkrad, elektrische Fensterheber sowie Fahrer- und Beifahrerairbag verfügt. 
Optional konnten neben dem Automatikgetriebe noch ein elektrisches Schiebedach, Seitenairbags sowie 18-Zoll-Leichtmetallräder erworben werden. ESP wurde jedoch nicht angeboten.

## Der Kouper in Ägypten
In Ägypten wird der BC3 bereits unter dem Namen Brilliance Kouper von dem zu BMW gehörenden Unternehmen Bavarian Auto Manufacturing Company hergestellt. Die Karosseriemaße dort belaufen sich auf 4488 mm in der Länge, 1812 mm in der Breite und 1385 mm in der Höhe. Als Motorisierung dient dort ein Mitsubishi BL18T mit einem Hubraum von etwa 2 Liter. Die Leistung dessen liegt bei 125 kW. Erhältlich ist das Modell sowohl mit manuellen Schaltgetriebe wie auch mit Automatikgetriebe. Das Fahrgestell des Fahrzeuges stammt von Porsche, weswegen diese auch Garantie auf die technischen Komponenten übernimmt. 